# کی هنسن
کی هنسن (انگلیسی: Kay Hansen؛ زادهٔ ۱۴ اوت ۱۹۹۹) ورزشکار هنرهای رزمی ترکیبی اهل ایالات متحده آمریکا است. وی از سال ۲۰۱۵ میلادی تاکنون مشغول فعالیت بوده‌است.